# Кьонигщайн им Таунус
Кьонигщайн в Таунус (на немски: Königstein im Taunus) е курортен град в Хесен, Германия, с 16 115 жители (към 31 декември 2014). Намира се в планината Таунус.